# UFC 205
UFC 205: Alvarez vs. McGregor fue un evento de artes marciales mixtas organizado por Ultimate Fighting Championship. Se llevó a cabo el 12 de noviembre de 2016 en el Madison Square Garden, en Nueva York.

## Historia
Este fue el primer evento de UFC realizado en la ciudad de Nueva York. También fue el primer evento UFC organizado en el Estado de Nueva York desde UFC 7 que tuvo lugar en Buffalo en septiembre de 1995.
El UFC trabajó incansablemente para revertir la ley de 1997 que prohibía los eventos de artes marciales mixtas profesionales en el estado, incluyendo una medida drástica: anunciaron un evento (UFC 197) para el Madison Square Garden, a pesar de que la prohibición seguía en vigor. Sin embargo, se anunció que un juez federal denegó una orden judicial preliminar que permitía la promoción del evento. El evento fue finalmente movido y disputado en la base de la promoción de Las Vegas, Nevada. La prohibición de MMA fue revocada a principios de 2016.

### Tarjeta principal: tres peleas por el título, incluyendo un campeón vs. campeón
El combate estelar de UFC 205 fue la pelea del campeonato ligero de UFC entre el campeón Eddie Alvarez y el campeón de peso pluma de UFC, Conor McGregor. Esta fue la segunda vez en la historia de UFC en que los campeones de diferentes divisiones pelearon por el mismo título. La primera vez ocurrió en el UFC 94, el 31 de enero de 2009, cuando el entonces campeón wélter Georges St-Pierre defendió su título contra el entonces campeón de peso ligero B.J. Penn.
Inicialmente, Alvarez iba a enfrentarse al invicto Khabib Nurmagomedov, pero el 21 de septiembre se anunció que el plazo para firmar el contrato de la pelea había terminado. McGregor, por su parte, iba a pelear en UFC 196 contra el entonces campeón Rafael dos Anjos, quien se retiró del combate debido a un moratón en el pie. Finalmente, enfrentó a Nate Diaz.
Una pelea de campeonato de peso wélter de UFC entre el campeón actual Tyron Woodley y el cinco veces campeón del mundo de kickboxing, Stephen Thompson, se desarrolló en el evento coestelar.
Una tercera pelea por el título, una pelea por el Campeonato de Peso Paja de UFC entre la actual campeona, Joanna Jędrzejczyk y Karolina Kowalkiewicz también se espera que sea parte de la tarjeta. El dúo se reunió previamente en sus días aficionados en 2012, cuando Jędrzejczyk derrotó a Kowalkiewicz a través de la sumisión en la final del Torneo MMA Amatorska Liga.
El excampeón de peso medio de UFC, Chris Weidman y medallista de plata olímpica de 2000 y excampeón mundial de lucha libre, Yoel Romero han sido programados para este evento.
Una pelea de peso wélter entre el excampeón Robbie Lawler y el exretador al título de peso ligero Donald Cerrone fue la primera pelea confirmada del evento. Sin embargo, pocos días después del anuncio, se reveló que el Lawler decidió tomar un poco más de tiempo para prepararse para la pelea después de perder su título por nocaut en el UFC 201. Fue reemplazado por el ganador del peso mediano de The Ultimate Fighter: Team Jones vs. Team Sonnen Finale, Kelvin Gastelum, quien debía enfrentar a Jorge Masvidal una semana antes del evento.
La apertura de la tarjeta principal será una pelea de peso gallo de las mujeres entre la exluchadora de Strikeforce y campeona de peso gallo de mujeres de UFC Miesha Tate y Raquel Pennington.

### Tarjeta preliminar
Un combate de peso pluma entre el excampeón de peso ligero Frankie Edgar y Jeremy Stephens se espera que sea la pelea destacada de la tarjeta preliminar. Algunos otros combates también están programados para tomar parte de la Fox Sports 1 televised prelims:
- A pesar de que originalmente se esperaba que sea frente a Eddie Alvarez, Khabib Nurmagomedov se enfrentará a Michael Johnson en su lugar en una potencial eliminatoria por el título ligero.

- Una pelea de peso medio entre Tim Boetsch y Rafael Natal.

- Una pelea de peso wélter entre el excampeón wélter de Bellator Lyman Good y Belal Muhammad fue programado para esta parte del evento. Sin embargo, el 24 de octubre, Good fue retirado de la tarjeta después de ser notificado por USADA debido a una posible violación antidopaje derivada de una muestra fuera de la competencia recopilada diez días antes. Fue sustituido por Vicente Luque.

Una pelea ligera entre Al Iaquinta y ex-retador al título de peso wélter Thiago Alves se vinculó previamente con UFC 202. Sin embargo, el combate inicialmente se retrasó y se esperaba que tuviera lugar en este evento. Posteriormente, Iaquinta anunció el 19 de septiembre que se retiró debido a una disputa contractual con la promoción. Fue sustituido por Jim Miller. La pelea se espera que encabece el UFC Fight Pass del evento.
Una pelea de peso medio entre Tim Kennedy y el excampeón de peso semipesado de UFC y recién llegado a la categoría Rashad Evans fue programado para la porción FS1 del evento. Sin embargo, el 8 de noviembre, Evans fue retirado de la lucha después de una irregularidad no revelada que se encontró durante su examen médico antes de la pelea. Posteriormente, Kennedy fue removido de la tarjeta también. La pelea ahora se espera que tenga lugar en UFC 206, un mes más tarde.